# Samuel Eisenmenger
Pour les articles homonymes, voir Eisenmenger.
Samuel Eisenmenger, dit Siderocrates (né le 28 septembre 1534 à Bretten, mort à Bruchsal le 28 février 1585), étudiait à Wittemberg auprès de Philipp Melanchthon. Professeur de médecine et de mathématiques à l'université de Tübingen en 1557, il s'intéresse à la cartographie ainsi qu'à la signification astrologique des éclipses lunaires et solaires. En 1568, on lui retire sa chaire universitaire en raison de ses sympathies pour les idées du théologien Caspar Schwenckfeld von Ossig. Eisenmenger fut le médecin personnel de l'évêque de Spire, du margrave de Bade, de l'archevêque de Cologne et de l'évêque de Strasbourg. Il édita des œuvres de Paracelse et publia des ouvrages essentiellement consacrés à la médecine astrologique.

## Œuvres
- Cyclopaedia Paracelsica Christiana. Drey Bücher von dem waren Ursprung und Herkommen der freyen Künsten, auch der Physiognomia, obern Wunderwercken und Witterungen, Bruxelles, 1585.
- De methode iatromathematicae conjonctionis qua astrologiae fundamenta certissima indicantur, Strasbourg, 1563,
- De usu partium coeli in commendationem astronomine, Strasbourg, 1563.
- Oratio de methodo iatromathematicae ... eam semper medias veteribus et recentibus usui necessario fuisse ... et astrologiae indicatur, Strasbourg, 1569.
- Prognosticon und Weissagung der fürnemsten dingen so vom MDLXIIII Jar bis auff das MDCVII sich zutragen werden aus den Finsternussen und grossen Ephemeri des Hochgelerten Cypriani Leovicii und aus dem Prognostico Samuelid Syderocratis gezogen und zusammen gestellt, Bâle, 1568.

### Œuvres numérisées
- De usu partium coeli oratio (1563)
- Libellus geographicus (1562)
- Ouvrages d'Eisenmenger numérisés par le SCD de l'université de Strasbourg

### Notices d'autorité
- Ressource relative à la religion :   - Württembergische Kirchengeschichte
- Notice dans un dictionnaire ou une encyclopédie généraliste :   - Deutsche Biographie
- Notices d'autorité :   - VIAF
  - ISNI
  - IdRef
  - LCCN
  - GND
  - Pays-Bas
  - Pologne
  - NUKAT
  - Tchéquie
  - WorldCat